# Myjava
Myjava  este un oraș din Slovacia. Localitatea se află la altitudinea de 313 m deasupra n.m., se întinde pe o suprafață de 48,54 km2 și în 2017 număra 11 708 de locuitori.

## Istoric
Localitatea Myjava este atestată documentar din 1262.

## Demografie
| An:                | 1994   | 2004   | 2014   | 2024    |
| ------------------ | ------ | ------ | ------ | ------- |
| Număr de persoane: | 13.244 | 12.884 | 12.042 | 10.453  |
| Diferență:         |        | −2,71% | −6,53% | −13,19% |

| An:                | 2023   | 2024   |
| ------------------ | ------ | ------ |
| Număr de persoane: | 10.547 | 10.453 |
| Diferență:         |        | −0,89% |